# Mesembryanthemum subnodosum
Mesembryanthemum subnodosum är en isörtsväxtart som beskrevs av Alwin Berger. Mesembryanthemum subnodosum ingår i Isörtssläktet som ingår i familjen isörtsväxter. Inga underarter finns listade i Catalogue of Life.